# PAE Doxa Dramas
PAE Doxa Dramas GS (řecky ΠΑΕ Δόξα Δράμας ΓΣ – Ποδοσφαιρική Ανώνυμη Εταιρεία Δόξα Δράμας Γυμναστικός Σύλλογος, fotbalový oddíl gymnastického klubu Doxa Dramas) je řecký fotbalový klub z města Drama ve Východní Makedonii a Thrákii, který byl založen v roce 1918. Letopočet založení je i v klubovém emblému. Domácím hřištěm je stadion Doxas Dramas s kapacitou cca 7 000 míst.
Klubové barvy jsou černá a bílá.
V sezóně 2014/15 hrál třetí řeckou ligu Gama Ethniki.

## Logo
Kruhovému klubovému logu dominuje orel bělohlavý vrhající se po fotbalovém míči. Dále je zde nápis ΔΟΞΑ ΔΡΑΜΑΣ (řecké ΔΟΞΑ neboli DOXA znamená sláva) a letopočet založení 1918.